# Фінлі Бернс
Фінлі Джек Бернс (англ. Finley Jack Burns, нар. 17 червня 2003, Саутворк, Англія) — англійський футболіст, захисник клубу «Манчестер Сіті».
На правах оренди грає в «Галл Сіті».

## Ігрова кар'єра

### Клубна
Фінлі Бернс є вихованцем клубу «Саутенд Юнайтед». В січні 2017 року футболіст перебрався до клубної академії «Манчестер Сіті». 21 вересня 2021 року у матчі Кубка ліги проти «Вікомб Вондерерз» Бернс провів першу гру в основі "містян".
Для набору ігрової практики футболіст був відправлений в оренду до клубу Чемпіоншип «Свонсі Сіті», де провів другу половину сезону 2021/22. Сезон 2023/24 Бернс також провів в оренді — в клубі Першої ліги «Стівенідж». Влітку 2024 року захисник повернувся до «Манчестер Сіті», а вже 9 серпня 2024 року знову відправився в річну оренду. Наступного дня Бернс дебютував в Чемпіоншип в складі «Галл Сіті».

### Збірна
З 2019 року Фінлі Бернс виступав за юнацькі збірні Англії.